# Аксуський гідровузол
Аксуський гідровузол – гідротехнічна споруда в Узбекистані.
Річка Аксу (Акдар'я) дренує західний схил Гісарського хребта та по виході на рівнину в межі Шахрисабзької оази впадає ліворуч до Кашкадар'ї. Для накопичення ресурсу на Аксу в межах гірської ділянки течії споруджене Гісарацьке водосховище, за півтора десятки кілометрів нижче від якого розташований Аксуський гідровузол, що регулює перепуск води до іригаційних систем.
Гідровузол складається із:
- зведеної у руслі Аксу бетонної гребелі із двома шлюзами, нижче та вище якої береги річки взяті у бетон на протязі трьох з половиною сотень метрів;
- розташованої ліворуч та під кутом до попередньої греблі головної споруди лівобережного каналу Аксу – Яккабаг, який розрахований на пропуск 60 м3/с, має довжину 33,4 км (взятий у бетон на всій протяжності) та може подавати ресурс для зрошення 12 тисяч гектарів земель. На своєму шляху канал перетинає по дюкеру русло Танхизидар'ї (інша велика ліва притока Кашкадар'ї) та у підсумку досягає Яккабагдар'ї (третя велика ліва притока Кашкадар'ї, що дренує північний схил Яккабазького хребта) за півкілометра вище по течії від Яккабазького гідровузла.
- вузол пропуску води до правобережного іригаційного каналу, що розрахований на пропуск 12 м3/с, має довжину 14,5 км (взято у бетон 13,7 км) та може подавати ресурс для зрошення 4,2 тисяч гектарів земель.